# Ayuko Hatta
Ayuko Hatta (jap. 八田 鲇子, Hatta Ayuko; * 30. Mai (Jahr unbekannt) in der Präfektur Hyōgo) ist eine japanische Manga-Zeichnerin, deren Werke dem Shōjo-Genre zuzuordnen sind.

## Wolf Girl & Black Prince
オオカミ少女と黒王子 (Ōkami shōjo to kuro ōji) ist Hattas Hauptwerk. Es erschien von 2011 bis 2016 im Manga-Magazin Bessatsu Margaret des Verlags Shūeisha und umfasst als Tankōbon-Ausgabe 16 Bände. Die Serie handelt von der 17-jährigen Erika, die aus Geltungssucht ihren Schulfreundinnen gegenüber behauptet, in einer Beziehung mit ihrem attraktiven Klassenkameraden Kyōya zu sein. Damit der Schwindel nicht auffliegt, bittet sie ihn insgeheim, die Beziehung vorzutäuschen. Kyōya willigt ein, nutzt die Situation aber aus, um ihr gegenüber gemein zu sein und sie herumzukommandieren. Schon bald verlieben sich jedoch Erika und Kyōya tatsächlich ineinander und werden ein echtes Liebespaar.
Der Manga wurde als Hörspiel, Anime-Fernsehserie und Realfilm adaptiert. Die Anime-Serie umfasst 12 Episoden, welche nur die Handlung der ersten sechs Manga-Bände abdecken. Der Film erschien 2016 in Japan; Regie führte der erfahrene Ryūichi Hiroki, während in der männlichen Hauptrolle der bekannte Jungstar Kento Yamazaki (u. a. L DK, Orange, Your Lie in April) zu sehen ist. Auf Deutsch erschien der Manga beim Verlag Kazé.

## Bye-bye Liberty
ばいばいリバティー (Bai bai ribatī) ist mit vier Bänden der bislang zweitlängste Manga Hattas. Zunächst erschien die Serie von 2016 bis 2017 ebenfalls in Bessatsu Margaret. Auch in dieser Geschichte geht es um ein Schulmädchen und dessen Schulkameraden, die sich zunächst nicht leiden können und erst über Umwege zueinander finden. Diesmal ist es das Mädchen, Rina bzw. Lina, das anfangs kein Interesse an der Liebe im Allgemeinen und dem Nachbarsjungen Takumi im Speziellen hat. Um eine aufdringliche Verehrerin abzuwehren, gibt sich jedoch Takumi als Rinas Freund aus und küsst sie dabei. Für Rina ist Takumi aber nichts weiter als ein unsympathischer Schürzenjäger. Erst allmählich ändert sich Rinas Einstellung gegenüber Takumi.
Die deutsche Ausgabe wird seit 2019 von Kazé veröffentlicht.

## Weitere Werke (Auswahl)
- Ohne dich geht es nicht, 今、恋をしています, Ima, koi o shite imasu, seit 2019
- 灰原くんはご機嫌ななめ, Haibara-kun wa gokigen naname, 2018–2019
- ぐるぐるめぐる, Guru guru meguru, 2010
- 悪い子の味方, Warui ko no mikata, 2009
- キミを中心に世界はまわる, Kimi o chūshin ni sekai wa mawaru, 2009
- ボクの世界 キミのリアル, Boku no sekai kimi no riaru, 2008
- ひよこロマンチカ, Hiyoko romanchika, 2007
- オーダーは僕でよろしいですか？, Ōdā wa boku de yoroshii desu ka?, 2007